# Home (Dierks Bentley)
Home è il sesto album in studio del cantante statunitense Dierks Bentley, pubblicato nel 2012.

## Tracce
1. Am I the Only One – 3:11 (Dierks Bentley, Jim Beavers, Jon Randall)
2. Gonna Die Young – 2:55 (Jason Delkou, Eric Paslay, Bruce Wallace)
3. Tip It On Back – 3:26 (Ross Copperman, Jon Nite, Tully Kennedy)
4. Home – 3:58 (Bentley, Brett Beavers, Dan Wilson)
5. Diamonds Make Babies – 3:23 (J. Beavers, Lee Thomas Miller, Chris Stapleton)
6. In My Head – 3:34 (Marv Green, Paul Jenkins, Jason Sellers)
7. Breathe You In – 3:47 (Bentley, Marty Dodson, Ryan Tyndell)
8. The Woods – 3:15 (Bentley, Randall, Jaren Johnston)
9. When You Gonna Come Around (with Karen Fairchild) – 3:26 (Jamie Hartford, Gary Nicholson)
10. 5-1-5-0 – 3:02 (Bentley, B. Beavers, J. Beavers)
11. Heart of a Lonely Girl – 3:34 (Travis Howard, Charlie Worsham)
12. Thinking of You – 7:01 (Bentley, J. Beavers)